# جوزيف باتريك دوغرتي
جوزيف باتريك دوغرتي (بالإنجليزية: Joseph Patrick Dougherty)‏ هو قسيس أمريكي، ولد في 11 يناير 1905 في كانساس سيتي في الولايات المتحدة، وتوفي في 9 يوليو 1970.